# 华府大道站
华府大道站位于中華人民共和國四川省成都市双流区天府大道南段，是成都地铁1号线的地下车站，于2015年7月25日开通使用。建设期间，本站工程名为“华阳北站”。

## 车站结构
华府大道站是岛式站台地下两层站, 总长483米，标准段宽 22.2米，初期设2个出入口，2个人防连接通口，2组风亭，2个消防专用通道。
| 地面      |                                       | 出入口                             |  |
| 地下 一层 | 站厅层                                | 安检、售票机、站内商店             |  |
| 地下 二层 |                                       | 1号线列车往韦家碾方向 （天府五街） |  |
| 地下 二层 | 岛式站台，左边车门将会开启            |                                    |  |
| 地下 二层 | 1号线列车往科学城/五根松方向 （四河） |                                    |  |

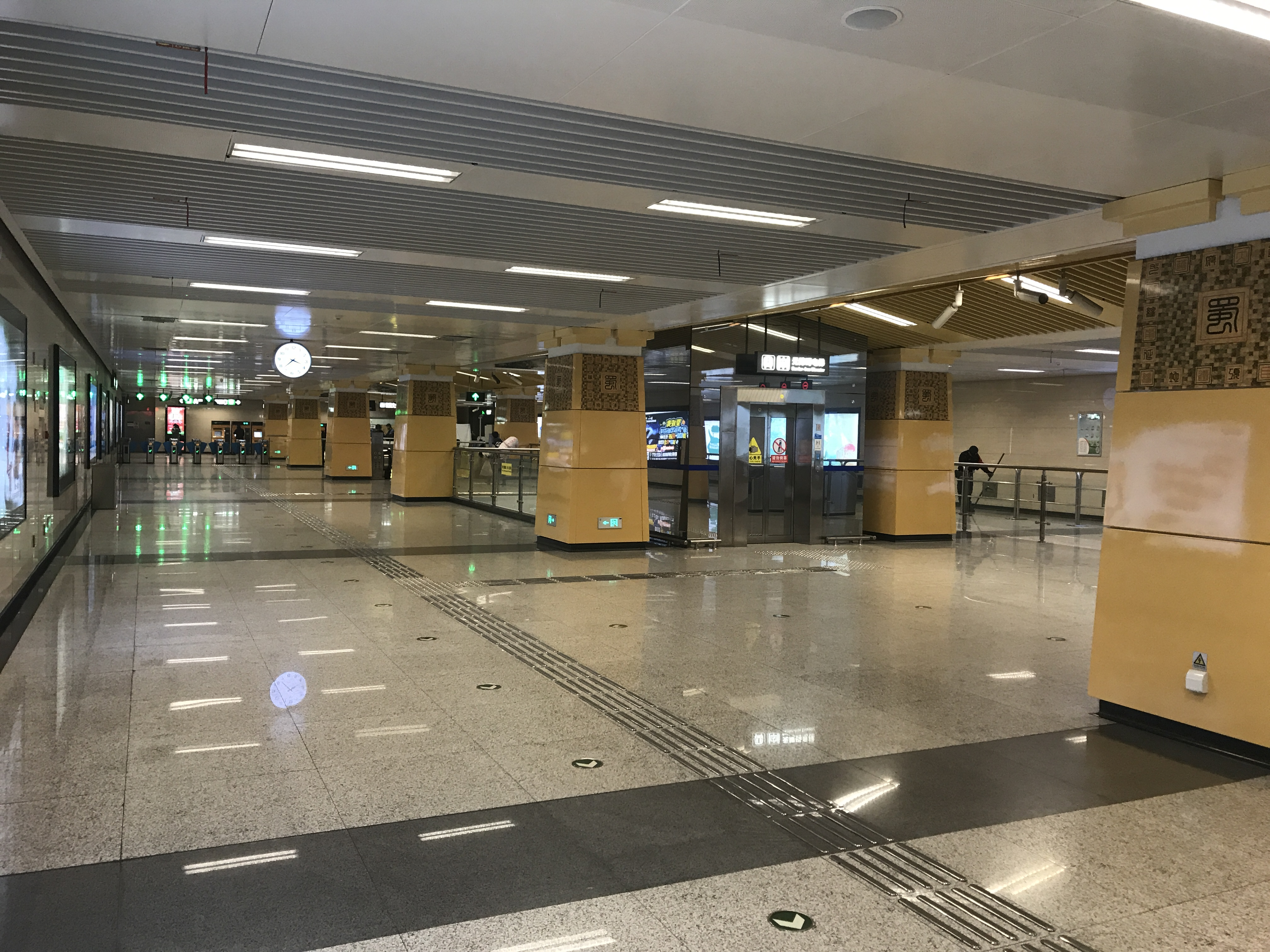
站厅层
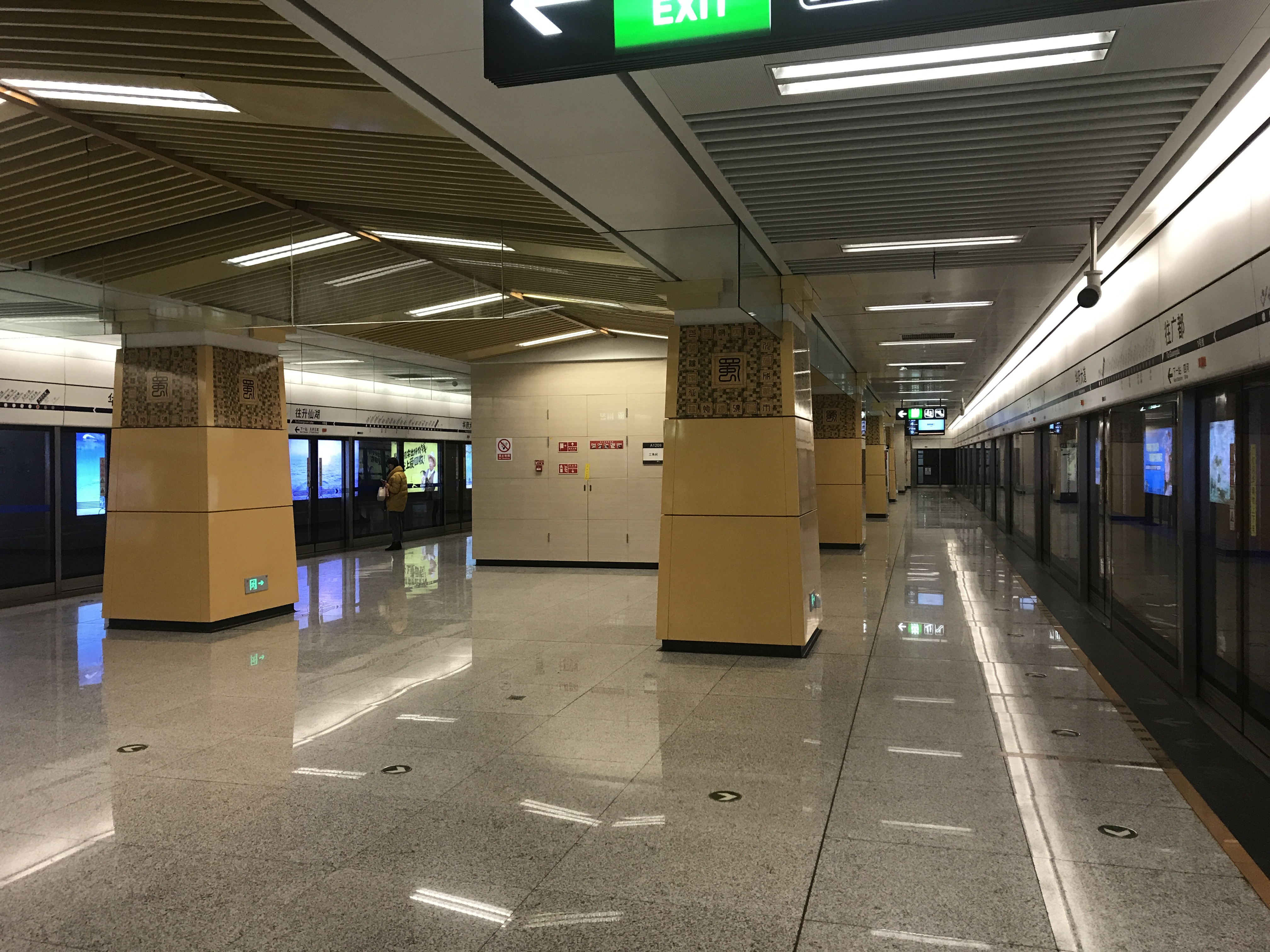
站台层

## 内装与公共艺术
设计主题：川中第一古镇，生态居住样本。
站点利用几何构成、文化符号、柱面雕塑、墙面雕塑等配合灯光环境的营造，在空间感受上利用多层次的语言表述川中古镇文化的设计主题。柱面以仿汉阙造型的设计语言，天花以抽象的房屋屋檐的表现手法，集中体现千年古镇这一文化主题。

## 出入口信息
本站共设有4个出入口。
| 出口编号     | 设施       | 地点                       | 可到达目的地                          | 照片 |
| ------------ | ---------- | -------------------------- | ------------------------------------- | ---- |
|              |            |                            |                                       |      |
|              | 无障碍电梯 | 天府大道南段、华府大道一段 | 蓝润ISC                               |      |
| 出口 · B     | 卫生间     | 天府大道南段               | 三利·云锦、成都市天府新区投资服务中心 |      |
| 出口 · C · 1 |            | 天府大道南段               | 锐力·领峰                             |      |
| 出口 · C · 2 |            | 天府大道南段               | 远大·都市风景                         |      |

## 大事记
- 2013年12月30日，主体封顶[3]。
- 2015年7月25日，正式启用[1]。